# ФК Слога Стари Бар
Фудбалски клуб Слога Стари Бар, црногорски је фудбалски клуб из Бара, који се такмичи у Трећој лиги Црне Горе — Југ. Три пута је освојио Куп Никша Бућин, два пута у оквиру у СФР Југославије и једном од независности Црне Горе.
Битне утакмице као домаћин игра на стадиону Тополица, док остале утакмице игра на помоћном терену Тополице.

## Историја
Основана је 1923. године под именом Орао, а за клуб су играли млади људи из углавном радничких породица и оних који су се бавили пољопривредом. Играли су крпењачама или лоптама од набијене козје длаке, а првих година играли су само пријатељске утакмице, највише против градског ривала Морнара који се тада звао Црнојевић.
Послије Другог свјетског рата, 1946. године је име промијењено у Слога и започела је такмичење у Јужној регији, у четвртом степену такмичења у СФР Југославији. Када су играли против Морнара, на стадион под Даровим тополама долазило је неколико хиљада гледалаца, ништа у граду није радило нити су ђаци ишли у школу. Током 1960-их Драго Перишић је постао најмлађи дебитант у историји клуба са 17 година, а 1968. клуб је угашен због недостатка финансијских средстава. Када је постао секретар комунистичке партије у Црној Гори, Перишић је са Данилом Мићковићем поново оформио клуб 1984. године, који је наставио да се такмичи у Јужној регији, а 1994. године освојила је Куп Никше Бућина по први пут и 2004. године други пут.
Након осамостаљења Црне Горе на Референдуму 2006. године, такмичење је почела у Јужној регији у оквиру Треће лиге. Пет пута је играла у финалу Купа Јужне регије и у шеснаестини финала Купа Црне Горе и освојила је Куп Никше Бућина 2014. године по трећи пут. У финалу Купа Никше Бућина играла је 2019. године, када је изгубила од Слоге Радовићи 7 : 0.
Сезону 2021/22. завршила је на последњем, осмом мјесту са само једном побједом и једним ремијем и 19 пораза. У августу 2022. године Борис Ђурашић је именован за новог предсједника, а за тренера је постављен Игор Бурзановић. Сезону 2022/23. завршила је на шестом мјесту, са 25 бодова, док је у пет сезона заједно прије тога освојила укупно 21 бод. Све утакмице преношене су на телевизији Јадран, чији је Ђурашић директор. Након јесењег дијела сезоне 2023/24. Бурзановић је отишао са мјеста тренера, а Слога је сезону завршила на трећем мјесту, бод иза другопласиране Академије.

## Стадион
Утакмице као домаћин игра на помоћном стадиону Тополице, чији је капацитет 1.000 мјеста, док битне утакмице игра на главном стадиону Тополица.

## Успјеси
| Такмичење                      | Такмичење                      | Број                           | Година                         |                                |                                |
| Трећа лига Црне Горе — Југ — 1 | Трећа лига Црне Горе — Југ — 1 | Трећа лига Црне Горе — Југ — 1 | Трећа лига Црне Горе — Југ — 1 | Трећа лига Црне Горе — Југ — 1 | Трећа лига Црне Горе — Југ — 1 |
| ------------------------------ | ------------------------------ | ------------------------------ | ------------------------------ | ------------------------------ | ------------------------------ |
| Трећа лига                     | Првак                          | 1                              | 2024/25                        |                                |                                |
| Куп регије Југ — 0             |                                |                                |                                |                                |                                |
| Регионални куп                 | Побједник                      | 0                              |                                |                                |                                |
| Куп Никша Бућин — 4            |                                |                                |                                |                                |                                |
| Куп Никша Бућин                | Побједник                      | 4                              | 1994, 2004, 2014, 2024         |                                |                                |